# Platyja pratti
Platyja pratti är en fjärilsart som beskrevs av Bethune-Baker 1906. Platyja pratti ingår i släktet Platyja och familjen nattflyn. Inga underarter finns listade i Catalogue of Life.